# Vidradne, Bahciîsarai
Vidradne (în ucraineană Відрадне) este un sat în comuna Kaștanî din raionul Bahciîsarai, Republica Autonomă Crimeea, Ucraina.

## Demografie
Componența lingvistică a localității Vidradne
     Rusă (74,57%)
     Tătară crimeeană (15,28%)
     Ucraineană (8,44%)
     Alte limbi (0,45%)
Conform recensământului din 2001, majoritatea populației localității Vidradne era vorbitoare de rusă (74,57%), existând în minoritate și vorbitori de tătară crimeeană (15,28%) și ucraineană (8,44%).